# اسلام‌آباد پایین (دشتیاری)
اسلام‌آباد پایین، روستایی در دهستان باهوکلات بخش باهوکلات شهرستان دشتیاری در استان سیستان و بلوچستان ایران است.

## جمعیت
بر پایه سرشماری عمومی نفوس و مسکن در سال ۱۳۹۵، جمعیت این روستا برابر با ۶۷۴ نفر (۱۶۹ خانوار) بوده‌است.